# Charles Landseer
Pour les articles homonymes, voir Landseer.
Charles Landseer (12 août 1799 – 22 juillet 1879) est un peintre anglais, spécialiste des sujets historiques.

## Biographie
Charles Landseer, second fils du graveur John Landseer et frère aîné du peintre animalier Edwin Landseer, est né à Londres le 12 août 1799. Il a été formé par son père et par le peintre Benjamin Robert Haydon. La palette d'argent (silver palette) lui fut attribuée par la Royal Society of Arts pour un dessin représentant Laocoon en 1815, et il entra en 1816 aux écoles de la Royal Academy sous la tutelle d'Henry Fuseli.
En 1823 il accompagne Sir Charles Stuart de Rothesay en mission diplomatique au Portugal et au Brésil. Nombre des croquis qu'il réalisa lors de cette expédition furent exposés à la British Institution en 1828.
Il devient associé à la Royal Academy en 1837 puis académicien de titre en 1845. En 1851, il accède au titre de gardien de la Royal Academy, un poste qui nécessite qu'il enseigne à « l'école antique » et qu'il conserve jusqu'en 1873. 

## Œuvre
La plupart de ses illustrations avaient pour sujet l'histoire britannique ou la littérature. Il portait un soin tout particulier à la justesse historique des accessoires et détails de ses tableaux. Ses œuvres incluent La rencontre de Charles Ier et ses alliés avant la bataille de Edgehill, Clarissa Harlowe dans la cellule du bureau du sheriff (1833, maintenant intégré à la collection de la Tate Gallery), Le pillage d'une maison juive sous le règne de Richard Ier (1839, Tate Gallery) et La tentation d'Andrew Marvel (1841). Sous la tutelle de Haydon, il a également réalisé une série d'illustrations anatomiques détaillées.
Il est mort à Londres le 22 juillet 1879 1, léguant 10 000 guinées à la Royal Academy pour financer des bourses d'études.